# Касков, Леонид Александрович
Леони́д Алекса́ндрович Каско́в (1911—1998) — советский офицер, кавалерист в годы Великой Отечественной войны, Герой Советского Союза (1945).

## Биография
Родился 9 августа 1911 года в посёлке Архангело-Пашийский завод (ныне — Горнозаводский район Пермского края) в большой (9 детей — 5 сыновей и 4 дочери) семье рабочего Александра Николаевича Каскова. Русский.
Окончил 7 классов в посёлке Чусовой (ныне город в Пермской области). Работал слесарем и мастером-механиком в Кыштымском ремесленном училище № 12, затем на свердловском заводе «Металлист», после — слесарем, мастером и механиком на Кыштымском медеплавильном заводе Челябинской области.
В рядах РККА в 1932—1936 годах (по другим данным, в 1932—1935 годах) и с сентября 1941 года. Окончил курсы младших лейтенантов при 9-м запасном кавалерийском полку Южно-Уральского военного округа в 1941 году и КУКС МВО в 1942 году.
Участник Великой Отечественной войны с августа 1942. В 1942 году принимал участие в боях на Курской дуге. Член ВКП(б)/КПСС с 1944 года.

Командир эскадрона 54-го гвардейского кавалерийского полка (14-я гвардейская кавалерийская дивизия, 7-й гвардейский кавалерийский корпус, 1-й Белорусский фронт) гвардии старший лейтенант Л. А. Касков отличился 29 января 1945 года в Висло-Одерской операции. В ночь на 30 января с эскадроном форсировал реку Одер в районе населённого пункта Приттаг (ныне Пшиток — 7 км северо-восточнее города Зелёна-Гура, Польша), и затем с группой бойцов ворвался на железнодорожную станцию Альткессель (ныне Стары Киселин), разгромив два эшелона с войсками противника. В бою за город Грюнберг (ныне Зелёна-Гура) эскадрон уничтожил пехотный батальон противника. Сам Леонид Александрович рассказывал о подвиге так: 
Отдельные попытки наших войск форсировать Одер успеха не имели. Вызвали меня в штаб корпуса. Разговор был коротким: «Сегодня ночью вашему эскадрону предстоит форсировать Одер, занять плацдарм на стыке железной и шоссейной дорог и удержать его до прихода главных сил. <...> Я принял решение: коней и часть подразделения оставить в тылу, а с группой спешившихся бойцов сбить боевое охранение и занять переправу. Тихо, без единого выстрела бойцы ворвались на мост. Короткая схватка с немецкими солдатами, охранявшими его, — и переправа в наших руках. Не давая опомниться врагу, подразделение с налета заняло небольшую станцию — опорный пункт немцев. <...> За этот подвиг мне и шести бойцам и командирам было присвоено звание Героев Советского Союза»
.
Указом Президиума Верховного Совета СССР от 27 февраля 1945 года гвардии старшему лейтенанту Каскову Леонид Александрович присвоено звание Героя Советского Союза с вручением ордена Ленина и медали «Золотая Звезда». Также этого высокого звания были удостоены ещё пятеро бойцов из его эскадрона.
С 1946 года — в запасе. Жил в городе Кыштым. Работал на Кыштымском машиностроительном заводе им. М. И. Калинина бригадиром, механиком, затем старшим мастером по ремонту промышленного оборудования. В 1958 году был направлен на строительство Кыштымского радиозавода механиком по монтажу и ремонту промышленного оборудования, где работал до ухода на пенсию в 1971 году.
Умер 23 января 1998 года. Похоронен на Аллее Героев нового кладбища города Кыштым.

## Награды и звания
- Герой Советского Союза (27 февраля 1945);
- орден Ленина (27 февраля 1945);
- орден Красного Знамени;
- три ордена Отечественной войны I степени;
- орден Красной Звезды;
- медали.

## Признание и память

Бюст Л. А. Каскова на Аллее Героев в Кыштыме

- Почётный гражданин города Кыштыма (7 мая 1975[2])[3].
- В мае 2016 года в Кыштыме прошёл турнир по рукопашному бою «Кубок Трёх Героев», посвящённый в том числе памяти Леонида Александровича Каскова[7].
- В 2000 году одна из улиц Кыштыма была названа в честь Героя СССР Леонида Александровича Каскова[2][3][4].
- На Аллее героев г. Кыштым установлен бюст Л. А. Каскова[4].
- На здании проходной Кыштымского радиозавода Герою установлена мемориальная доска[4].

## Семья
Отец — Александр Николаевич Касков (1882—1946), участник Первой мировой войны, служил в медицинском взводе артиллерийского эскадрона. В годы Великой Отечественной записался в Уральский добровольческий танковый корпус.
Мать — Мария Фёдоровна, была домохозяйкой и занималась воспитанием девяти детей. С началом Великой Отечественной на фронт ушли все пять сыновей Касковых, из них не вернулись домой Николай и Фёдор (пропали без вести).
Леонид Александрович 1937 году женился на Зое Алексеевне, и вскоре у них родился сын Владимир, а в 1939 году — второй сын Борис. Внучатый племянник Леонида Александровича — Герой России О. А. Касков.